# Mitwisser
Als Mitwisser bezeichnet man eine Person, die als eine von mindestens zwei Personen vom selben geheimen Sachverhalt Kenntnis hat.
Weitaus bekannter ist der davon abgeleitete Rechtsbegriff der Mitwisserschaft. In Deutschland ist diese bei schweren Verbrechen unter den Voraussetzungen des § 138 StGB als Nichtanzeige geplanter Straftaten strafbar und dort mit Freiheitsstrafe bis zu fünf Jahren oder Geldstrafe bewehrt.
Ähnlich sieht das österreichische StGB in § 286 bei noch nicht begangenen, aber unmittelbar bevorstehenden Straftaten eine Pflicht zum Einschreiten vor, und droht bei Nichthandeln eine Strafe von bis zu zwei Jahren an.
Im populären Verständnis meint Mitwisserschaft meist die Kenntnis von bereits begangenen Straftaten oder Ordnungswidrigkeiten. Die Annahme, hier bestünde generell die Pflicht zur Anzeige, ist ein klassischer Rechtsirrtum. Strafbar macht sich nach deutschem Recht, von wenigen Ausnahmen abgesehen, erst, wer die Verfolgung einer rechtswidrigen Handlung aktiv verhindert. Das StGB bezeichnet solches Verhalten als Strafvereitelung und droht dafür Freiheitsstrafe bis zu fünf Jahren oder Geldstrafe an.